# Милан Конев
Милан Костадинов Конев или Попконев е български свещеник и революционер, деец на Вътрешната македоно-одринска революционна организация.

## Биография
Роден е през 1881 година в Прилеп, в Османската империя, днес в Северна Македония. В 1900 година завършва Солунската гимназия, а в 1902 година завършва българската семинария в Цариград. В същата 1902 година става член на ВМОРО. От 1903 до 1908 година работи като учител в Кукуш, където е избран за член на околийския комитет на ВМОРО. Участва в Илинденско-Преображенското въстание в 1903 година. В 1905 година Конев е делегат на околийския конгрес, който е проведен на Арджанското езеро. В 1907 година завършва право в Лозана. В 1908 година става учител в Неврокоп, ръкоположен е в свещенически сан в 1910 година. Включва се в дейността на Неврокопския революционен комитет.
След 1918 година е учител в гимназията в Неврокоп. Сред учредителите на Тютюнопроизводителна кооперация „Македонски тютютни“. Преселва се в София след Неврокопската акция на ВМРО. Убит е след Деветоюнския преврат на 23 юни 1923 година в София.